# Войска ВНОС

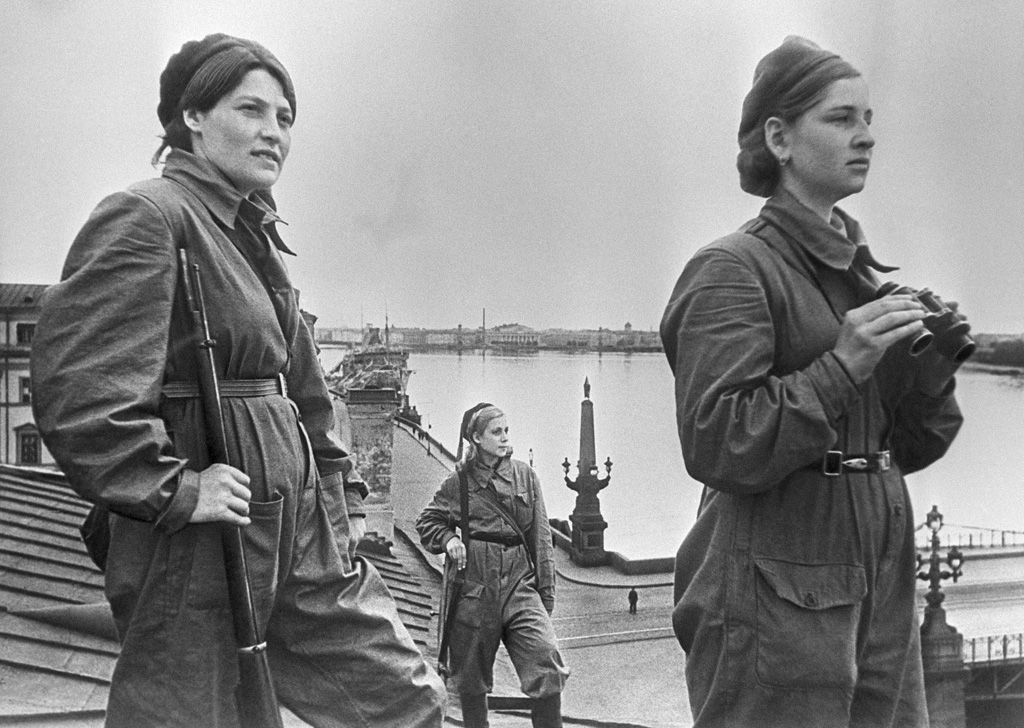
Пост ВНОС, военнослужащие ВВНОС, ПВО РККА, Ленинград, 1 мая 1942 года, фото Бориса Кудоярова.

Войска ВНОС (Войска воздушного наблюдения оповещения и связи) — собирательное название воинских  формирований (войска), являвшихся составной частью войск противовоздушной обороны (войск ПВО), предназначенных для ведения воздушного наблюдения, предупреждения об угрозе воздушного нападения противника, а также наведения на него боевых средств ПВО своих войск.
В Вооружённых Силах Союза ССР просуществовали до 1951 года, зародившись ещё в Вооружённых силах Российской империи. Накануне Великой Отечественной войны организационно состояли из полков, отдельных батальонов (рот) и радиобатальонов ВНОС, а также подразделений ВНОС армейских (флотских) объединений и соединений.

## Выполняемые задачи
На формирования ВНОС возлагались следующие задачи:
- своевременное обнаружение воздушного противника;
- оповещение своих войск и сил, гражданского населения и других тыловых объектов;
- целеуказание частям зенитной артиллерии и наведение своей авиации на цели.

## История войск ВНОС

### Зарождение
Система наблюдения за небосклоном и опознавания воздушных целей в России начала формироваться с 1913 года, когда было предложено создать специальную сеть наблюдательных постов вдоль южного побережья Финского залива по линии Петербург — Рига (проект русского авиаконструктора А. А. Пороховщикова). Предполагалось использовать для этой цели силы воздушного флота вместе с имеющейся полевой и крепостной артиллерией. Для организованного ввода их в бой предлагалось создать сеть так называемых «воздушных станций», расположим их в две линии: одна — Петербург—Виндава, другая — Петербург—Сувалки. Назначение этих станций состояло в том, чтобы следить за появлением летательных аппаратов в зоне ответственности станции, размеры которой определялись дальностью обзора воздушного пространства с помощью оптических приборов, выделять среди них чужие и сообщать о факте их пролёта и его направлении заинтересованным командирам. Также высказывалась мысль о возможности оказания помощи своим лётчикам в отыскании нарушителей воздушного пространства.

Наблюдение в боевых условиях должно было вестись повсеместно и непрерывно, независимо от погоды и времени суток. Обнаружив воздушный объект, наблюдатель должен был оповестить об этом командование и весь личный состав. Порядок оповещения вырабатывался в частях, для него использовались доступные средства сигнализации. Подавать сигнал тревоги должен был наблюдатель, первым обнаруживший воздушного разведчика.

### 1914—1918 годы

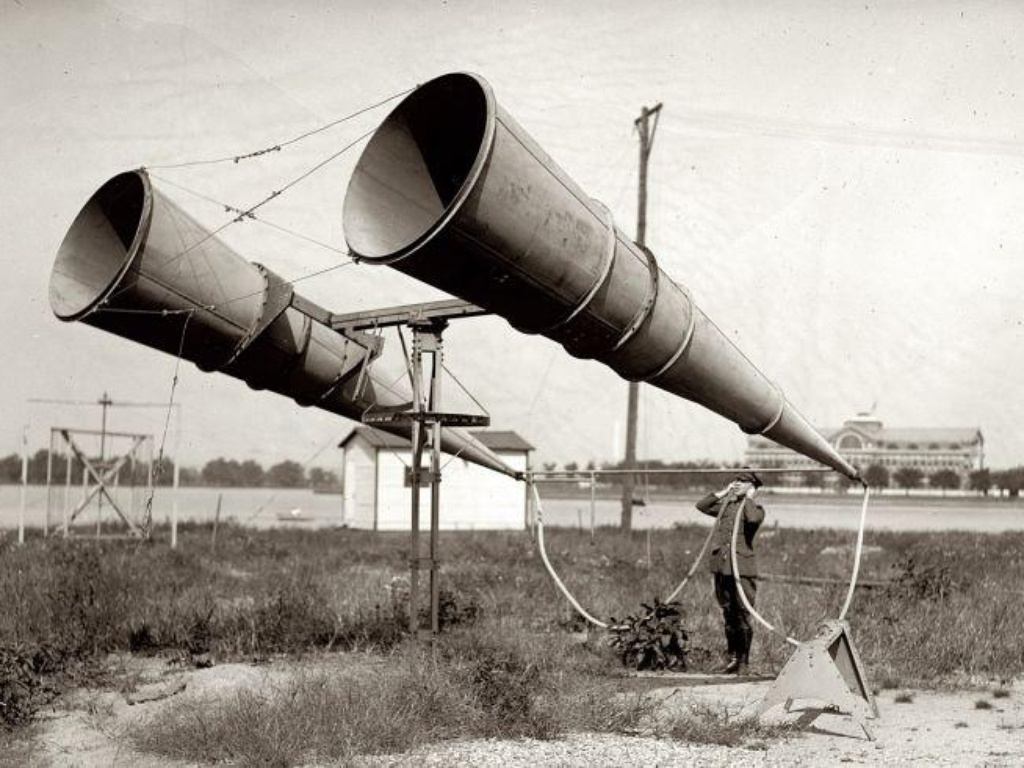
Пункт звукового наблюдения.

При создании осенью 1914 года воздушной обороны Петрограда и Императорской резиденции в Царском Селе особое внимание уделили постам наблюдения за небосклоном. Дальние посты воздушного наблюдения располагались вдоль западной границы Финляндии и по берегу Ботнического залива Балтийского моря. Ближняя линия воздушного наблюдения была развернута на базе артиллерийского укреплённого района вокруг российской столицы и на кораблях Балтийского флота.
Для установления быстроты связи между постами воздушного наблюдения и немедленной передачи донесений от них в Петроград начальника воздушной обороны Петрограда обязали организовать непосредственную связь постов с избранным им центральным пунктом, а также связь между центральным пунктом и артиллерией, аэропланами и командами, назначенными для отражения воздушного нападения противника.
12 мая 1915 года главнокомандующий 6-й армией издал специальную Инструкцию № 1 «Постам из нижних чинов для наблюдения за небосклоном». В ней определялись:
- состав формируемых постов
- районы наблюдения
- должностные обязанности нижних чинов постов
- порядок несения боевого дежурства и оповещения в случае появления в небе воздухоплавательных аппаратов противника

Впервые для оперативности передачи информации о воздушном противнике по линии связи Инструкцией вводится термин «Воздух», который и в настоящее время используется в ходе боевого дежурства подразделений противовоздушной обороны.
На постах наблюдения за небосклоном Инструкцией вводились специальные рабочие журналы, ставшие прообразом современных журналов несения боевого дежурства.
В течение 1915—1917 годов для организации воздушной обороны крупных военно-политических, административных центров страны: Могилева, Двинска, Минска, Пскова, Одессы, Николаева формируется структура воздушного наблюдения и оповещения, входящая в состав организации обороны от воздушного нападения германской и австро-венгерской авиации.
В годы первой мировой войны служба наблюдения за небосклоном получила своё рождение и развитие и вошла в состав формируемых систем воздушной обороны важных военно-политических, административных центров, военных округов, группировок войск и сил флота России.

### 1918—1925 годы
В связи со сменой государственной власти и строя в России в эти годы происходило формирование службы наблюдения и оповещения только вокруг важнейших военно-политических и административных центров страны.
В апреле 1918 года в связи о переездом Советского правительства в Москву формируется воздушная оборона города Москвы. На подступах к городу разворачиваются сигнальные пункты — посты воздушного наблюдения.
В течение февраля — мая 1919 года было определено расположение наблюдательных вахт за небосклоном (в качестве приложения к Плану воздушной обороны Петрограда) в следующих пунктах: Сестрорецк, Дибуны, Станки, Токсово, Осиновец, Ораниенбаум, Стрельна.

### 1926—1932 годы
С 1926 по 1932 годы происходит формирование в приграничной зоне и вокруг главных экономических и административных центров страны постоянной сети визуальных постов наблюдения, комплектуемых в основном за счет сил местной милиции.
30 июня 1927 года приказом Реввоенсовета СССР задействовано «Наставление по службе постов воздушной связи и наблюдения». Посты создавались в частях (подразделениях) связи корпусов, дивизий, полков, в частях воздушно-химической обороны и авиапарках Военно-воздушных сил. Посты подчинялись начальникам связи всех уровней руководства.
31 января 1928 года Реввоенсовет СССР принял решение узаконить термин «противовоздушная оборона» (сокращённо ПВО) и отказаться от термина «воздушно-химическая оборона», а также утвердил термин «служба воздушного наблюдения, оповещения и связи (ВНОС)».
В 1928 году постановлением Распорядительного Заседания Совета Труда Обороны (РЗ СТО) впервые утвержден перечень важнейших пунктов, подлежащих противовоздушной обороне (всего 48), определено развертывание службы ВНОС по линии гражданских наркоматов.
28 января 1930 года Реввоенсовет СССР обсудил вопрос о Плане противовоздушной обороны и признал необходимым объединить зенитные, артиллерийские, пулеметные, прожекторные, воздухоплавательные, химические и наблюдательные части ПВО тыла в дивизионы, полки, бригады и дивизии ПВО.
7 февраля 1931 года вышла в свет совместная директива Штаба РККА и Главного управления милиции и УТРО при СНК РСФСР о создании при органах милиции главных и наблюдательных постов ВНОС. Директивно определялись пункты дислокации главных постов (ГП) и количество наблюдательных постов (НП) по областям (краям) и автономным республикам, вводились штаты ГП и НП ВНОС.

### 1932—1938 годы
В период с 1932 по 1938 годы осуществляется передача всех функций службы ВНОС специально созданным в войсках противовоздушной обороны воинским частям ВНОС. В этот период создаются первые радиолокационные средства обнаружения воздушных целей.
11 июля 1934 года — день рождения отечественной радиолокационной техники для службы ВНОС.
8 июня 1933 года наркому обороны СССР К. Е. Ворошилову была представлена докладная записка инженера-конструктора П. К. Ощепкова с изложением идеи использования радиоволн для обнаружения самолётов и принципов использования приборов радиообнаружения в системе ПВО.
20 июня 1937 года директивой НКО СССР № 34990сс на территории страны установлены в отношении ПВО закрытая приграничная полоса и особо охраняемые зоны. Вся служба ВНОС, за исключением пунктов ПВО, была подчинена командующим ВВС военных округов.

### 1938 — июнь 1941 года
В этот период происходит всестороннее укрепление войск ВНОС, поднятие боевой готовности до уровня, отвечающего требованиям начавшейся Второй мировой войны. Это период первого боевого освоения новой радиолокационной техники и формирования первых радиолокационных подразделений.
Проведенные исследовательские и опытные работы в области радиолокации позволили советским ученым к 1938 году создать радиолокационную станцию «РУС-1» (радиоулавливатель самолётов — первый), которая получила боевое крещение в войне с Финляндией в 1939—1940 годах. Осенью 1939 года была создана более совершенная станция «РУС-2», принятая на вооружение в июле 1940 года.
4 декабря 1938 года постановлением Главного Военного совета РККА № 10200сс службы ВНОС подчинены начальнику Управления ПВО РККА, а в военных округах — помощникам командующих войсками по ПВО.
7 октября 1940 года вышло постановление СНК СССР «О противовоздушной обороне СССР», которое внесло изменения в руководство местной противовоздушной обороной. За Наркоматом обороны СССР оставались функции руководства и организации службы воздушного наблюдения, авиазенитной обороны территории и пунктов ПВО, борьба с воздушным противником.
25 января 1941 года вышло постановление СНК СССР № 198-97сс «Об организации противовоздушной обороны». Организация ПВО предусматривалась в угрожаемой воздушными нападениями зоне на глубину 1200 км от госграницы. В соответствии с данным постановлением 14 февраля издан приказ НКО СССР № 0015 «О разделении территории страны СССР на зоны, районы и пункты ПВО». Приказ определил сформировать в приграничных и некоторых внутренних военных округах зоны ПВО (всего 13), в том числе в составе частей и подразделений ВНОС.

### Великая Отечественная война
По состоянию на 21 июня 1941 года в составе 13 зон ПВО СССР находились подразделения войск ВНОС:
- 6 полков
- 35 отдельных батальонов
- 5 отдельных рот

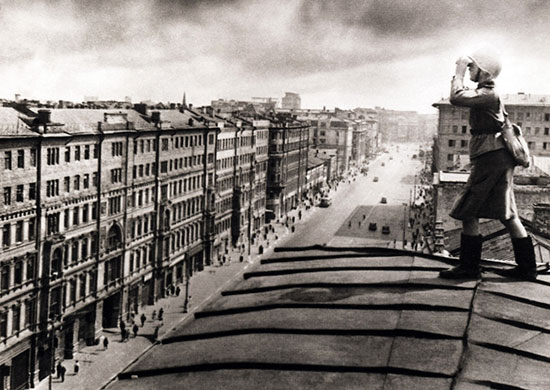
Пост ВНОС на крыше здания в центре Москвы

Выполнение задач обеспечивалось системой наблюдательных постов, а на наиболее важных участках — радиолокационными станциями (РЛС). Система ВНОС создавала сплошное поле визуального наблюдения за воздушным пространством в приграничной полосе глубиной 150—250 км и вокруг особо важных объектов страны глубиной 60—120 км. Так, только в приграничных военных округах, в развёрнутом состоянии находились 1 полк, 19 отдельных батальонов, 3 роты ВНОС, 1 радиобатальон, а ПВО Москвы обеспечивали 702 поста ВНОС.
В период с 21 по 23 сентября 1941 года с помощью первых отечественных радиолокаторов (РУС-2) и последующих действий истребительной авиации, зенитной артиллерии и других средств ПВО Ленинграда и Балтийского флота сорван план военного командования Германии уничтожить флот СССР в Финском заливе путём проведения трехдневной воздушной операции своих военно-воздушных сил. Налеты вражеских самолётов отражались силами истребительной авиации, зенитными батареями и корабельной зенитной артиллерией. В ходе воздушной операции ВВС противника было предпринято 12 массированных налетов и несколько ударов мелких групп с общим числом до 500 самолётов-бомбардировщиков. Все налеты были обнаружены расчетами РЛС 72-го орб ВНОС. Действиями истребителей 7-го авиакорпуса ПВО, ВВС Ленинградского фронта и авиации Балтийского флота, огнём зенитной артиллерии 25 вражеских самолётов уничтожено, большое количество повреждено. Замысел противника по уничтожению кораблей Балтийского флота и подавлению военно-морской базы Кронштадт был сорван.
В мае 1943 года на основании Приказа НКО СССР в системе ПВО Москвы для усиления системы ПВО были сформированы две дивизии ВНОС:
- 1-я дивизия ВНОС на базе 1-го полка ВНОС;
- 2-я дивизия ВНОС на базе 12-го полка ВНОС.

К концу войны основным средством войск ВНОС были РЛС, а визуальные посты ВНОС стали использоваться как вспомогательное средство для создания сплошного поля наблюдения на ближних подступах к объектам.
В ходе Великой Отечественной войны произошёл резкий количественный рост войск ВНОС и их качественное усовершенствование.
15 декабря 1951 года войска ВНОС были преобразованы в радиотехнические войска ПВО страны.